# Волтаго Агордино
Волта̀го Агордѝно (на италиански: Voltago Agordino; на ладински: Oltach, Олтак) е село и община в Северна Италия, провинция Белуно, регион Венето. Разположено е на 858 m надморска височина. Населението на общината е 876 души (към 2014 г.).